# Pesti Hírlap

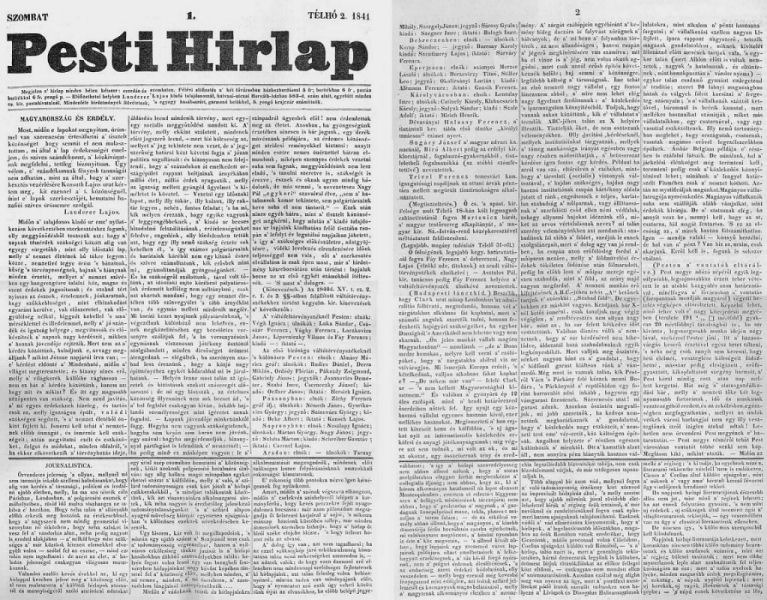
Ausgabe von 1841

Pesti Hírlap (ungarisch für Pester Journal) war die Bezeichnung von mehreren, voneinander unabhängigen ungarischen Politik-Zeitungen.

## 1841–1849
In den Zeiten der Reformen von 1841 erschien das Blatt zum ersten Mal und hielt sich bis zum Ende des ungarischen Freiheitskampfes von 1849. Von Lajos Kossuth herausgegeben, war Pesti Hírlap seinerzeit für die oppositionellen Gegner wie Ferenc Deák, István Széchenyi und József Eötvös das wichtigste Organ. 1844 hatte deswegen die Wiener Regierung Kossuth seines Amtes enthoben. 
Weitere Herausgeber waren  Antal Csengery und László Szalay.

## 1878–1944
Das Blatt erschien zum zweiten Mal von 1878 bis 1944 unter dem Inhaber und Chefredakteur Károly Légrády. In den Jahren des Ersten Weltkriegs erreichte das gemäßigt konservative Blatt eine Auflage von 500.000 Stück. Als Neuerung hatte man das Format etwas verkleinert und die Zeitung mit einem Rubriksystem ausgestattet. 
Redakteure waren Jenö Benda, Lajos Berecz, Nándor Borostyáni, József Csukássy, Géza Kenedy, Imre Légrády, Ottó Légrády, Gusztáv Lenkey, József Schmittely und Emil Nagy.

## 1992–1994
Zum dritten Mal erschien das Blatt von 1992 bis 1994. Es galt damals als Sprachrohr der rechtskonservativen Kritiker der Regierung von József Antall. Die Tageszeitung war damals die einzige unabhängige Zeitung, die keinem Konzern angehörte und keiner politischen Partei nahestand. Der Inhaber und Chefredakteur war der frühere Mitarbeiter der Népszabadság, András Bencsik. Nach dem Wahlsieg der Postkommunisten 1994 wurde das Blatt durch informelle Wege verboten. Einige Mitarbeiter begründeten die neue rechtsradikale Wochenzeitung Magyar Demokrata („Die Demokratische“) von András Bencsik mit. Die Demokrata ist wegen ihrer rechtsextremen Artikel ständiger Kritik ausgesetzt.